# Parlament Egypta
Parlament Egypta je dvoukomorový zákonodárný sbor Egypta, sídlící v Káhiře. Je tvořen Lidovým shromážděním (dolní komora) a Šúrou (horní komora). Lidové shromáždění je tvořeno alespoň 350 poslanci volenými na pět let, z nichž ne více než deset je jmenováno prezidentem republiky, zbytek je volen občany. Šúra čítá alespoň 150 členů, kteří mají šestiletý mandát, z nichž ne více než desetina je jmenována prezidentem republiky, zbytek je volen občany. Každé tři roky se obmění polovina členů Šúry.